# Euphysora gracilis
Euphysora gracilis är en nässeldjursart som först beskrevs av Brooks 1882.  Euphysora gracilis ingår i släktet Euphysora och familjen Corymorphidae. Inga underarter finns listade i Catalogue of Life.